# 馬桑戈
馬桑戈（葡萄牙語：Massango），是個位於安哥拉北部的城鎮，由馬蘭哲省負責管轄，南鄰馬林巴和卡蘭杜拉，面積7,899平方公里，2006年人口41,262，人口密度每平方公里5人。